# Winona
Winona — це метеорит класу примітивних ахондритів. Це — перший представник та явно найбільший метеорит групи вінонаїтів, яка й отримала свою назву від цього екземпляра.

## Відкриття та найменування
Метеорит Winona отримав свою назву від назви невеликої невключеної території Вінона, що в Аризоні. Стверджують, що цей метеорит виявили під час проведення археологічних розкопок індіанського (синагуанського) селища Елден-Пуебло у вересні 1928 року. Люди синагуа проживали у цьому селищі між 1150 та 1275 роками. Кажуть, що метеорит був вийнятий із цисти, розташованої в одній із кімнат. Насправді ж, найімовірніше, метеорит був віднайдений в іншому поселенні племені синагуа, не у Елден-Пуебло.
Коли метеорит вийняли із цисти, він розпався на шматки, оскільки був сильно вивітрений. Перший опис цього екземпляра був виконаний у 1929 році. Автори дотримувалися думки, що метеорит зазнав надто сильного вивітрювання, аби його можна було точно класифікувати. Вони припускали, що він належить, найімовірніше, до групи мезосидеритів.

## Мінералогія
Метеорит складається із енстатиту, олівіну, метеоритного заліза, плагіоклазу та троїліту. Серед інших, додаткових мінералів, присутні: алабандит, апатит, хроміт, добреліт, діопсид та графіт.